# Parc national Aulavik
Le parc national Aulavik est un parc national canadien situé sur l'île Banks, dans les Territoires du Nord-Ouest. Il se trouve plus particulièrement dans le bassin de la rivière Thomsen dans le Nord-Est de l'île. La manière la plus pratique pour visiter le parc est la voie aérienne.
Aulavik est considéré comme un désert polaire. Les précipitations annuelles sont de l'ordre de 300 mm. Les zones les plus au sud du parc abritent une végétation clairsemée.
Le parc contient la plus grande concentration de bœufs musqués au monde. La population de l'île est estimée entre 68 000 et 80 000 têtes. On y trouve également deux sous-espèces de caribou, le caribou de Peary et le caribou de la toundra. Le lagopède alpin et certains corbeaux sont considérés comme les seuls oiseaux vivant à l'année dans le parc, néanmoins on peut y trouver selon les saisons 43 autres espèces d'oiseaux (harfang des neiges, buse pattue, faucon gerfaut, faucon pèlerin,…). Les autres animaux vivant dans le parc sont le renard arctique, diverses espèces de lemming, le lièvre arctique et le loup.